# Porcellio peyerimhoffi
Porcellio peyerimhoffi is een pissebed uit de familie Porcellionidae. De wetenschappelijke naam van de soort is voor het eerst geldig gepubliceerd in 1942 door Paulian de Felice.